# ニュートン高等専修学校
ニュートン高等専修学校（ニュートンこうとうせんしゅうがっこう）とは、愛知県名古屋市中村区名駅南2丁目7-64にある高等専修学校。

## 沿革
- 1989年（平成元年）4月 - 名古屋市千種区宮根台二丁目15番16号において、ニュートン学院高等部として設立[1]。
- 1993年（平成5年）3月 - 科学技術学園高等学校との技能連携認可を愛知県教育委員会より受ける[1]。
- 2000年（平成12年）4月 - 名古屋市中村区名駅四丁目7番35号の毎日ビル内にニュートン高等学院名駅本校を設置[1]。
- 2003年（平成15年）3月 - 名駅本校が名駅南二丁目7番64号に新築移転し、同時に宮根台の千種本校を閉鎖[1]。名駅本校の科学技術学園高等学校との技能連携認可を受ける[1]。
- 2009年（平成21年）
  - 1月 - 学校法人光陵学園およびニュートン高等専修学校設立認可[1]。
  - 4月 - ニュートン高等学院からニュートン高等専修学校に移行[1]。
  - 10月 - 大学入学資格付与校となる[1]。